# كأس بطولة الولايات المتحدة المفتوحة 2005
كأس بطولة الولايات المتحدة المفتوحة 2005 (بالإنجليزية: 2005 U.S. Open Cup)‏ هو الموسم 92 من كأس بطولة الولايات المتحدة المفتوحة. أقيم خلال الفترة 15 يونيو 2005 وحتى 28 سبتمبر 2005، وأشرف على تنظيمه اتحاد الولايات المتحدة لكرة القدم، وكان عدد الأندية المشاركة فيه 40، وفاز فيه لوس أنجلوس غلاكسي.